# Microtityus joseantonioi
Espèce
Microtityus joseantonioi est une espèce de scorpions de la famille des Buthidae.

## Distribution
Cette espèce est endémique de l'État d'Anzoátegui au Venezuela. Elle se rencontre vers Manuel Ezequiel Bruzual.

## Étymologie
Cette espèce est nommée en l'honneur de José Antonio González Delgado.

## Publication originale
- Gonzáles-Sponga, 1981 : « Un nuevo género y dos nueva especies de la familia Buthidae de Venezuela (Arachnida: Escorpiones). » Monografías Científicas Augusto Pi Suñer, Instituto Universitario Pedagogico de Caracas,, vol. 13, p. 1–26.